# 洛依德山

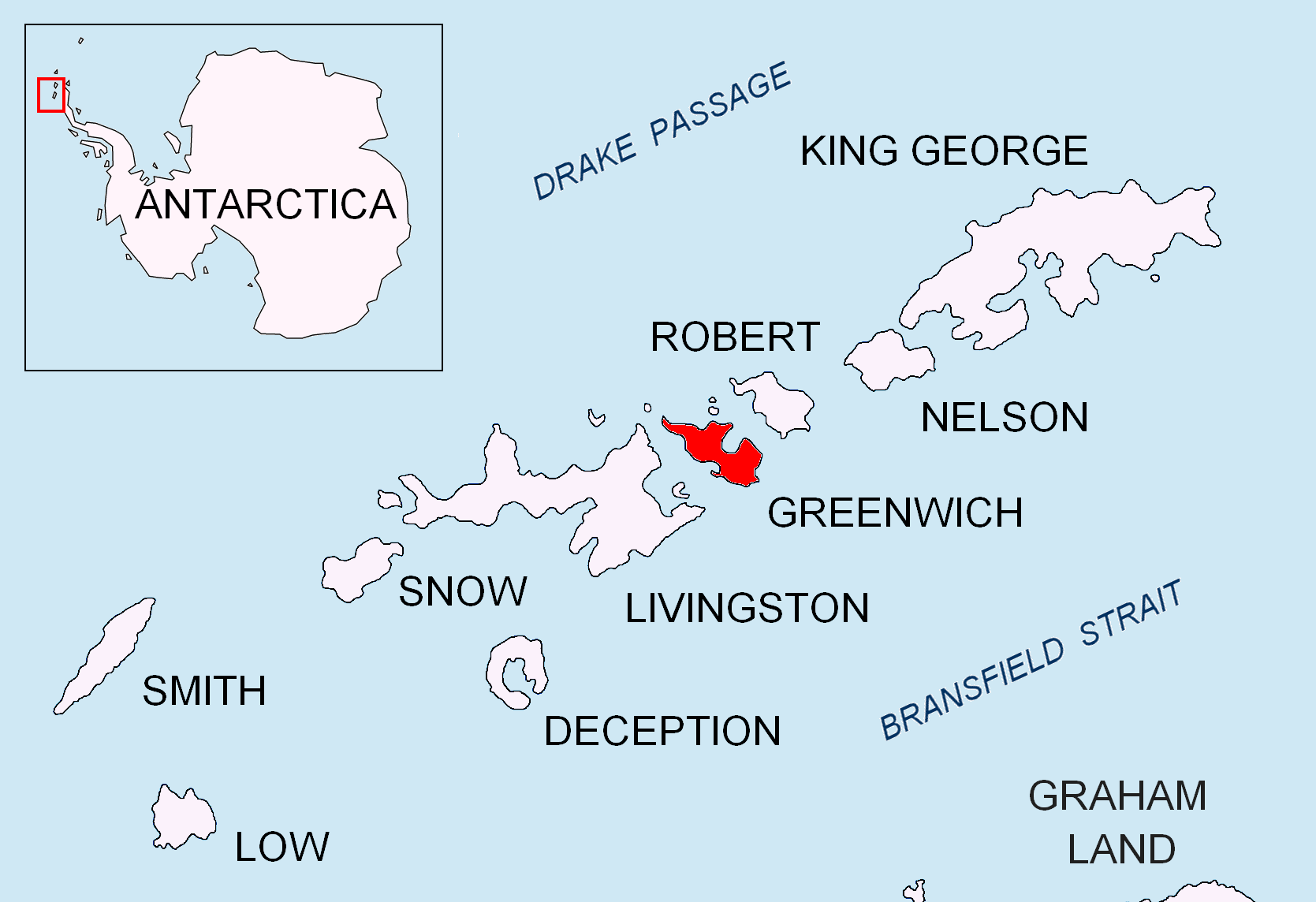

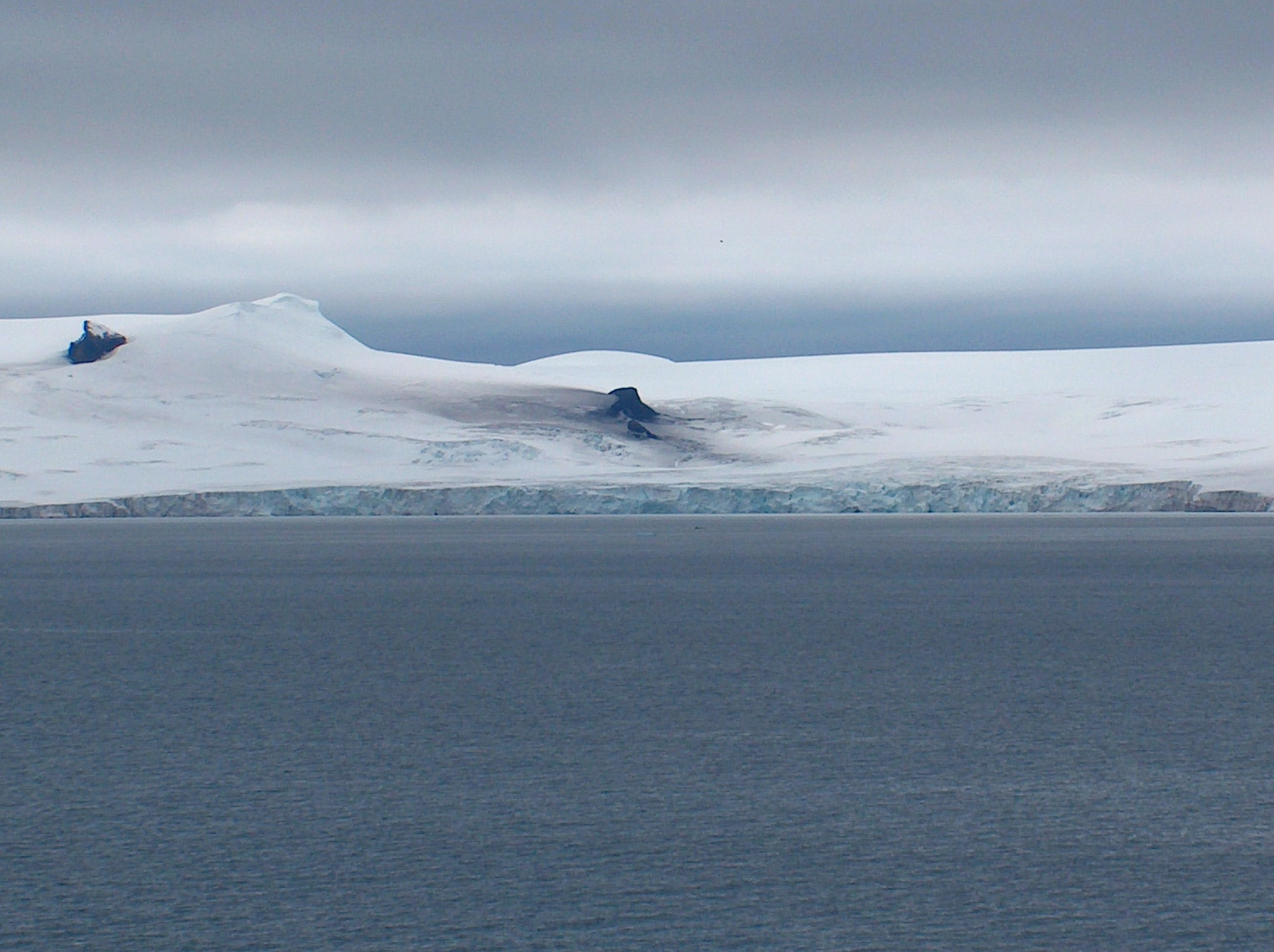

洛依德山（英語：Lloyd Hill）是南極洲的山峰，位於南設得蘭群島中格林尼治島的德里亞諾沃高地西南部，海拔高度335米，處於塞夫托波利斯峰西南面2.6公里、普利茅斯山東南面4.9公里、塞索布勒普提斯冰原島峰以東3.4公里，海拔高度335米。

## 外部連結
- SCAR Composite Antarctic Gazetteer（页面存档备份，存于）.

62°29′23.4″S 59°53′25.9″W / 62.489833°S 59.890528°W